# Contea di Restigouche
La contea di Restigouche è una contea del Nuovo Brunswick, Canada di 32.594 abitanti, che ha come capoluogo Dalhousie.

## Suddivisioni
- City
  - Campbellton
- Town
  - Dalhousie
  - Saint-Quentin
- Villaggi
  - Atholville
  - Balmoral
  - Belledune
  - Charlo
  - Eel River Crossing
  - Kedgwick
  - Tide Head
- DSL
  - Addington
  - Parrocchia di Balmoral
  - Balmoral-Saint-Maure
  - Blair-Athol
  - Chaleur
  - Parrocchia di Dalhousie
  - Dalhousie Junction
  - Dundee
  - Eldon
  - Flatlands
  - Glencoe
  - Grimmer
  - Lorne
  - Mann Mountain
  - McLeods
  - Menneval
  - Pointe La Nim
  - Saint-Arthur
  - Saint-Jean-Baptiste-de-Restigouche
  - Saint-Martin-de-Restigouche
  - Parrocchia di Saint-Quentin
  - Val-d'Amours
  - White's Brook
- Parrocchie (in parte coincidenti con i DSL)
  - Addington
  - Colborne
  - Durham
  - Eldon
  - Grimmer
  - Parrocchia di Balmoral
  - Parrocchia di Dalhousie
  - Parrocchia di Saint-Quentin
- Riserve indiane
  - Eel River 3
  - Indian Ranch
  - Moose Meadows 4